# Leucochrysa vulnerata
Leucochrysa vulnerata är en insektsart som först beskrevs av Navás 1914.  Leucochrysa vulnerata ingår i släktet Leucochrysa och familjen guldögonsländor. Inga underarter finns listade i Catalogue of Life.